# Nam Phuong
Nam Phuong, född som Marie-Thérèse Nguyễn Hữu Thị Lan den 14 december 1914, död 16 december 1963, kejsarinna av Vietnam och drottning av Annam från 1934 till 1963. Hon var gift med Bao Dai, den siste kungen av Annam och kejsaren av Vietnam. Hon var den första och sista kejsarinnan i dynastin Nguyen.
Nam Phuong var katolik och utbildad i Frankrike. Hennes far var en förmögen köpman och hennes mor var en släkting till kungafamiljen: fadern hade adopterats av sin svärfar, som var hertig. Äktenskapet var kontroversiellt på grund av hennes religion. Sommaren 1939 gjorde paret ett besök i Europa, där Nam Phuong väkte ett intresse för vietnamesiskt mode med tunikor och byxor. Hon väckte också uppseende då hon besökte påven klädd i en tunika av guldtyg över byxor i silvertyg i stället för de svarta kläder och slöja personer av hennes kön förväntades bära vid audiens med påven. År 1945 antog maken kejsartiteln och hon fick titeln kejsarinna.    
Nam Phuong lämnade Vietnam vid kommunisternas maktövertagande 1947 och bosatte sig i Frankrike, där hon dog.   